# Граменци
Граменци или Граменица (грч. Γραμμένη, Грамени) је насељено место у општини Просечен у периферији Источна Македонија и Тракија, Грчка. Према попису из 2021. године било је 186 становника.
Према бугарском географу и историчару, Василу Канчову, у Граменцима је 1900. године живело 200 Словена хришћана. Године 1923. део словенског становништво је принудно исељен у Бугарску а на њихово место је насељено 77 грчких избегличких породица, укупно 287 особа. На попису из 1928. године Граменци су имали 391 становника.